# Plagithmysus albertisi
Plagithmysus albertisi är en skalbaggsart som beskrevs av Sharp 1897. Plagithmysus albertisi ingår i släktet Plagithmysus och familjen långhorningar. Inga underarter finns listade i Catalogue of Life.